# هانری چهارم، پادشاه فرانسه
هانری چهارم (زادهٔ ۱۳ دسامبر ۱۵۵۳ – درگذشتهٔ ۱۴ مه ۱۶۱۰) (به فرانسوی: Henri IV de France)، و نیز هانری سومِ ناوار، هانری بوربون، نخستین پادشاه از دودمان بوربون بود که از ۱۵۸۹ تا هنگام مرگ بر فرانسه و ناوار فرمان راند. او به هانری بزرگ معروف بود.
هانری چهارم پسر آنتوان دو بوربون و جین سوم، ملکه ناوار بود. پس از مرگ هانری سوم، او با توجه به اینکه هانری سوم دارای فرزند و ولیعهدی نبود و بر طبق قانون سالیک (از آنجا که نسبش به خاندان کاپتی می‌رسید) به تاج و تخت فرانسه دست یافت.
وی ابتدا طبق سنت خاندان ناوار و بوربون بر کیش پروتستان بود. سپس به خاطر این که بتواند به تاج و تخت فرانسه دست پیدا کند به مذهب کاتولیک گروید. البته وی یک بار دیگر هم پس از قتل‌عام سن بارتلمی کاتولیک شد، ولی پس از بازگشت به ناوار به آیین قبلی بازگشت.
وی ابتدا با مارگارت والوآ فرزند هانری دوم شاه فرانسه، که خواهر ۳ شاه دیگر به نام‌های فرانسوای دوم، شارل نهم و هانری سوم بود ازدواج کرد، اما پس از رسیدن به سلطنت با اجازه پاپ ازدواج خود را باطل کرد و با ماری مدیچی اهل ایتالیا ازدواج کرد. وی فرمان نانت دربارهٔ آزادی مذاهب در فرانسه را صادر کرد که در سده بعد موجبات پیشرفت فرانسه شد. این قرارداد در قرن ۱۷ توسط نوه‌اش لوئی چهاردهم باطل شد که موجب مهاجرت صدها‌هزار پروتستان از فرانسه گشت. وی سرانجام در کالسکه‌اش توسط راهبی دیوانه به نام فرانسوا راوایاک به ضرب خنجر به قتل رسید.
وی از ماری مدیچی ۲ فرزند پسر با نام‌های لوئی دو بوربون و گاستون دو بوربون داشت. لوئی بعد از وی با نام لوئی سیزدهم به سلطنت رسید و ۳۹ سال حکومت کرد. وی چندین فرزند نامشروع نیز داشت که معروف‌ترین آن‌ها دوک دو وندوم بود که مؤسس خاندان معروف واندوم بود.